# العلاقات الأسترالية البولندية
العلاقات الأسترالية البولندية هي العلاقات الثنائية التي تجمع بين أستراليا وبولندا.

## مقارنة بين البلدين
هذه مقارنة عامة ومرجعية للدولتين:
| وجه المقارنة                                              | أستراليا                                   | بولندا                                                                             |
| --------------------------------------------------------- | ------------------------------------------ | ---------------------------------------------------------------------------------- |
| المساحة (كم2)                                             | 7.69 مليون                                 | 312.68 ألف                                                                         |
| عدد السكان (نسمة)                                         | 24.51 مليون                                | 38.43 مليون                                                                        |
| الكثافة السكانية (ن./كم²)                                 | 3.19                                       | 122.91                                                                             |
| العاصمة                                                   | كانبرا، ملبورن                             | وارسو                                                                              |
| اللغة الرسمية                                             | لغة إنجليزية                               | اللغة البولندية                                                                    |
| العملة                                                    | دولار أسترالي، جنيه إسترليني، جنيه أسترالي | زلوتي بولندي                                                                       |
| الناتج المحلي الإجمالي (بليون دولار)                      | 1.32 تريليون                               | 524.51 مليار                                                                       |
| الناتج المحلي الإجمالي (تعادل القوة الشرائية) بليون دولار | 1.10 تريليون                               | 1.02 تريليون                                                                       |
| الناتج المحلي الإجمالي الاسمي للفرد دولار أمريكي          | 56.31 ألف                                  | 12.55 ألف                                                                          |
| الناتج المحلي الإجمالي للفرد دولار أمريكي                 | 45.92 ألف                                  | 26.14 ألف                                                                          |
| مؤشر التنمية البشرية                                      | 0.939                                      | 0.843                                                                              |
| رمز المكالمات الدولي                                      | +61                                        | +48                                                                                |
| رمز الإنترنت                                              | .au                                        | .pl                                                                                |
| المنطقة الزمنية                                           |                                            | توقيت وسط أوروبا، ت ع م+01:00، ت ع م+02:00، أوروبا/وارسو ‏، توقيت وسط أوروبا الصيفي |

## منظمات دولية مشتركة
يشترك البلدان في عضوية مجموعة من المنظمات الدولية، منها:
| علم المنظمة | اسم المنظمة                        | تاريخ انضمام أستراليا | تاريخ انضمام بولندا |
| ----------- | ---------------------------------- | --------------------- | ------------------- |
|             | منظمة التعاون الاقتصادي والتنمية   | ?                     | 22 نوفمبر 1996      |
|             | منظمة التجارة العالمية             | ?                     | 1 يوليو 1995        |
|             | الاتحاد البريدي العالمي            | ?                     | 1 مايو 1919         |
|             | الوكالة الدولية للطاقة             | ?                     | 25 سبتمبر 2008      |
|             | مجموعة الموردين النوويين           | ?                     | ?                   |
|             | يونسكو                             | 4 نوفمبر 1946         | 6 نوفمبر 1946       |
|             | الفريق المعني برصد الأرض           | ?                     | ?                   |
|             | مؤسسة التمويل الدولية              | 20 يوليو 1956         | 29 ديسمبر 1987      |
|             | منظمة حظر الأسلحة الكيميائية       | ?                     | ?                   |
|             | مؤسسة التنمية الدولية              | 24 سبتمبر 1960        | 28 أكتوبر 1960      |
|             | مجموعة أستراليا                    | 1985                  | 1994                |
|             | نظام تحكم تكنولوجيا القذائف        | 1990                  | 1998                |
|             | وكالة ضمان الاستثمار متعدد الأطراف | 10 فبراير 1999        | 29 يونيو 1990       |
|             | الاتحاد الدولي للاتصالات           | 27 مايو 1878          | 1921                |
|             | منظمة الشرطة الجنائية الدولية      | ?                     | ?                   |
|             | الأمم المتحدة                      | 1 نوفمبر 1945         | 24 أكتوبر 1945      |
|             | البنك الدولي للإنشاء والتعمير      | 5 أغسطس 1947          | 27 يونيو 1986       |
|             | المنظمة الهيدروغرافية الدولية      | ?                     | ?                   |

## أعلام
هذه قائمة لبعض الشخصيات التي تربطها علاقات بالبلدين:
- جون ماكسويل كويتزي (كاتب جنوب أفريقي، 9 فبراير 1940[29][30][31] – )
- سامانثا ستوسور (لاعبة كرة مضرب أسترالية، 30 مارس 1984[32] – )
- ميا فاشيكوفسكا (ممثلة أسترالية، 14 أكتوبر 1989[33][34] – )

## معرض صور

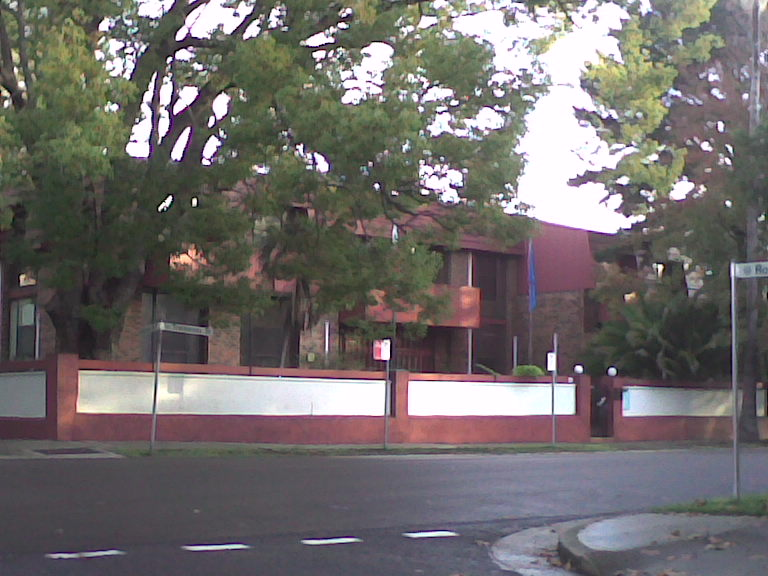
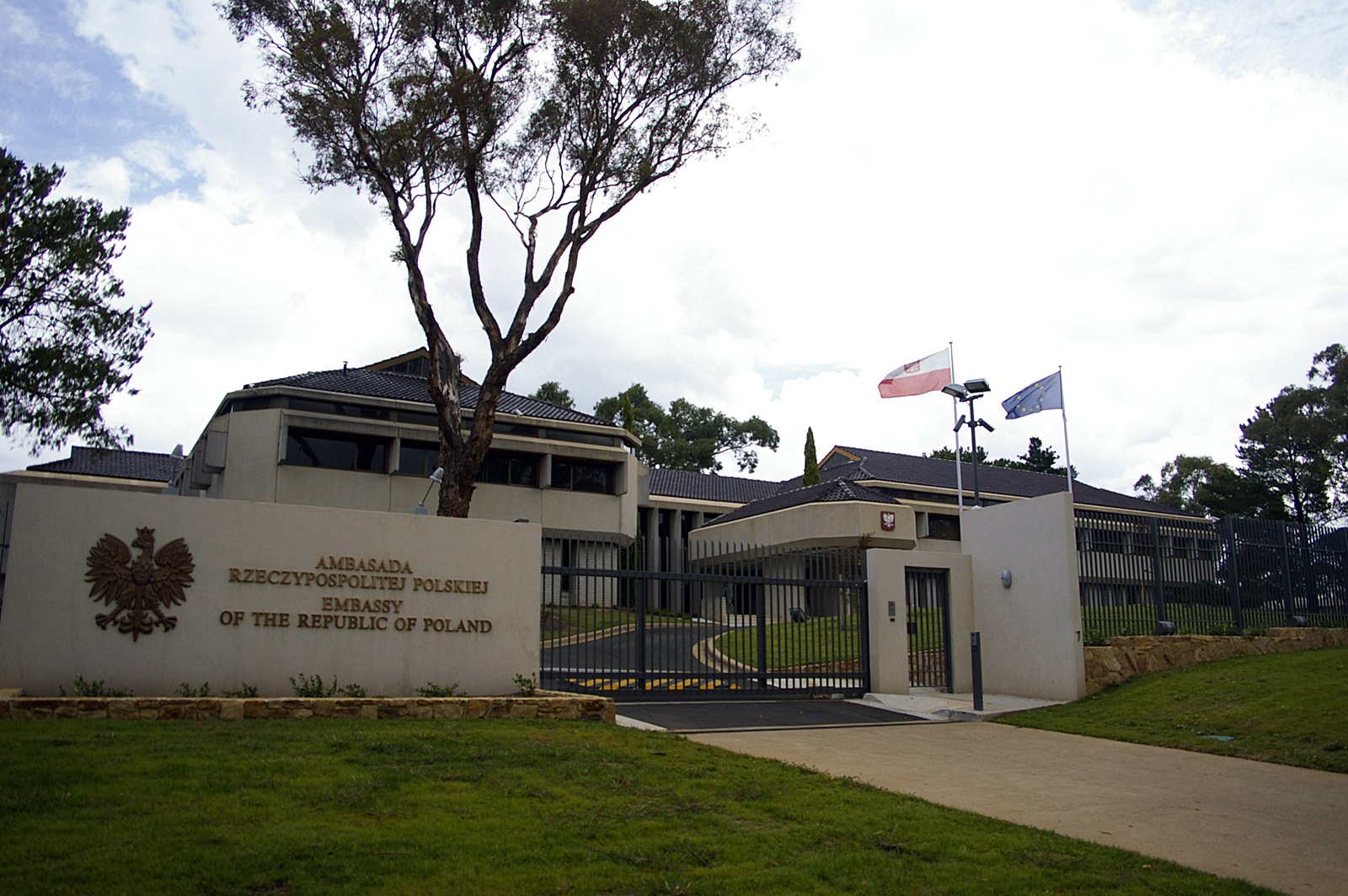
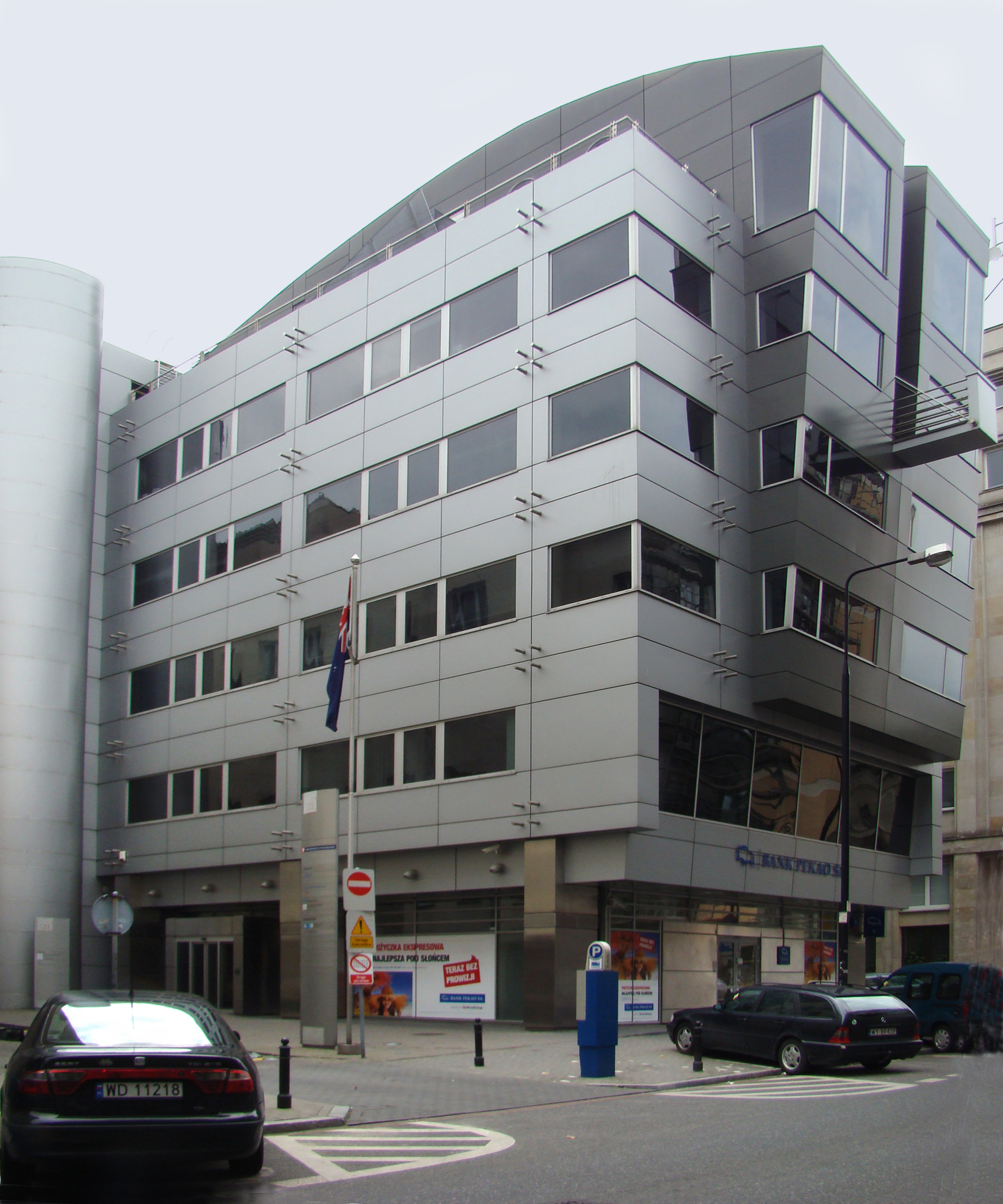

## وصلات خارجية
- موقع وزارة الخارجية الأسترالية
- موقع وزارة الخارجية البولندية